# ژیمناستیک در المپیک تابستانی ۱۹۶۸
ژیمناستیک در بازی‌های المپیک تابستانی ۱۹۶۸ نام رویداد ورزش ژیمناستیک در بازی‌های المپیک تابستانی بود که در سال ۱۹۶۸ برگزار شد. در این مسابقات ژیمناستیک هنری برگزار شد. این مسابقات شامل ۱۴ بخش بود که ۸ عدد مربوط به مردان و ۶ عدد مربوط زنان بود. تمام مسابقات در مکزیکوسیتی از ۲۱ تا ۲۶ اکتبر برگزار شد.

## قالب مسابقات
در تمام مسابقات نحوه امتیاز دهی با یک دیگر برابر بود و مانند ژیمناستیک در بازی‌های المپیک تابستانی ۱۹۶۰ بود.

## نتایج

### مردان
| بازی‌ها             | طلا | نقره | برنز |
| انفرادی تمام اسباب | سواو کاتو · ژاپن                                                                                                | ایزو کنموتسو · ژاپن | اکینری ناکایاما · ژاپن                                                                                    |
| تیمی تمام اسباب    | ژاپن (JPN) · شیگرو کازاماتسو · سواو کاتو · ایزو کنموتسو · اکینری ناکایاما · ترویچی اوکامورا · میتسوئو تسوکاهارا | اتحاد شوروی (URS) · نیکولای آندریانف · ویکتور کلیمنکو · الکساندر مالیف · ادوارد میکائلیان · ولادیمیر شوکین · میخائیل وورونین | آلمان شرقی (GDR) · ماتیاس برمه · وولفگانگ کلوتز · کلاوس کسته · یورگن پکه · راینهارد ریشلی · وولفگانگ تونه |
| حرکات زمینی        | نیکولای آندریانف · اتحاد شوروی                                                                                  | اکینری ناکایاما · ژاپن | شیگرو کازاماتسو · ژاپن                                                                                    |
| بارفیکس            | میتسوئو تسوکاهارا · ژاپن                                                                                        | سواو کاتو · ژاپن | شیگرو کازاماتسو · ژاپن                                                                                    |
| میله پارالل        | سواو کاتو · ژاپن                                                                                                | شیگرو کازاماتسو · ژاپن | ایزو کنموتسو · ژاپن                                                                                       |
| خرک حلقه           | ویکتور کلیمنکو · اتحاد شوروی                                                                                    | سواو کاتو · ژاپن | ایزو کنموتسو · ژاپن                                                                                       |
| دارحلقه            | اکینری ناکایاما · ژاپن                                                                                          | میخائیل وورونین · اتحاد شوروی                                                                                                | میتسوئو تسوکاهارا · ژاپن                                                                                  |
| پرش از خرک         | کلاوس کسته · آلمان شرقی                                                                                         | ویکتور کلیمنکو · اتحاد شوروی                                                                                                 | نیکولای آندریانف · اتحاد شوروی                                                                            |

### زنان
| بازی‌ها             | طلا | نقره | برنز                                                                                                |
| انفرادی تمام اسباب | لودمیلا توریسشوا · اتحاد شوروی                                                                                     | کارین بوتنر-یانز · آلمان شرقی                                                                                    | تامارا لازاکوویچ · اتحاد شوروی                                                                      |
| تیمی تمام اسباب    | اتحاد شوروی (URS) · لیوبوف بوردا · اولگا کوربت · آنتونینا کوشل · تامارا لازاکوویچ · الویرا سادی · لودمیلا توریسشوا | آلمان شرقی (GDR) · ایرنه ابل · آنجلیکا هلمان · کارین بوتنر-یانز · ریشاردا اشمایسر · کریستین اشمیت · اریکا زوخولد | مجارستان (HUN) · ایلونا بکشی · مونیکا چاسار · مارتا کلمن · آنیکو کری · کریستینا مدوتسکی · ژوژا نادی |
| چوب موازنه         | اولگا کوربت · اتحاد شوروی                                                                                          | تامارا لازاکوویچ · اتحاد شوروی                                                                                   | کارین بوتنر-یانز · آلمان شرقی                                                                       |
| حرکات زمینی        | اولگا کوربت · اتحاد شوروی                                                                                          | لودمیلا توریسشوا · اتحاد شوروی                                                                                   | تامارا لازاکوویچ · اتحاد شوروی                                                                      |
| پارالل ناهم‌سطح     | کارین بوتنر-یانز · آلمان شرقی                                                                                      | اولگا کوربت · اتحاد شوروی · اریکا زوخولد · آلمان شرقی                                                            | مدال داده نشد                                                                                       |
| پرش از خرک         | کارین بوتنر-یانز · آلمان شرقی                                                                                      | اریکا زوخولد · آلمان شرقی                                                                                        | لودمیلا توریسشوا · اتحاد شوروی                                                                      |

## جدول مدال‌ها
| رتبه  | کشور        | طلا | نقره | برنز | مجموع |
| ۱     | ژاپن        | ۶   | ۲    | ۴    | ۱۲    |
| ۲     | اتحاد شوروی | ۵   | ۵    | ۸    | ۱۸    |
| ۳     | چکسلواکی    | ۴   | ۲    | ۰    | ۶     |
| ۴     | یوگسلاوی    | ۱   | ۰    | ۰    | ۱     |
| ۵     | آلمان شرقی  | ۰   | ۲    | ۲    | ۴     |
| ۶     | فنلاند      | ۰   | ۱    | ۰    | ۱     |
| مجموع | مجموع       | ۱۶  | ۱۲   | ۱۴   | ۴۲    |